# 金生遺跡
座標: 北緯35度50分53秒 東経138度23分07秒 / 北緯35.84806度 東経138.38528度
金生遺跡（きんせいいせき）は、山梨県北杜市大泉町谷戸寺金生に所在する複合遺跡。国指定の史跡である。

## 遺跡の立地と概要
金生遺跡縄文時代の集落跡や祭祀施設と、中世の城館跡や集落跡が複合した遺跡。
県北西部に位置し、八ヶ岳南麓の尾根上に立地する。標高は760-80メートル付近。旧大泉村域の最南部に位置し、縄文遺跡が集中する北側をA地区、中世の遺跡が集中する南側をB地区として区分されている。
A地区の縄文遺跡では、建物跡群と配石遺構や石組など埋葬施設や祭祀施設が複合した遺跡であることが特色とする。八ヶ岳山麓は縄文時代の遺跡が濃密に分布する地域で、富士山や奥秩父連山をはじめ、後世に信仰の対象となった山々を望むことができる立地にあり、北杜市大泉町域でも縄文前期後半の天神遺跡をはじめ大規模な集落遺跡が見られ、祭祀的遺構も多い。
金生遺跡は気候が寒冷化し遺跡数も減る縄文後晩期の遺跡で、山梨県内でも同時期には集落跡と祭祀施設が複合した遺跡が出現している。

## 発掘調査と検出遺構・出土遺物
1980年（昭和55年）、圃場整備に伴い山梨県教育委員会による発掘調査が行われ、38棟の建物跡、5基の配石遺構が確認されている。建物跡は縄文後晩期が中心で、竪穴建物（竪穴住居）や敷石建物、石組建物など。石組は方形や円形で立石、石棒、丸石などが配置された形態で、石棺状遺構からは焼けた人骨片や耳飾などの装身具も出土しており、墓前祭祀行為が行われていたとも考えられている。
出土遺物は200点を越える土偶のほか石棒、石剣、独鈷石、祭祀用土器などの祭祀遺物のほか、日用品や土製耳飾などの装身具が出土している。
動物遺体では縄文時代のツキノワグマ、イノシシ、ニホンジカ、ニホンカモシカなどが出土している。特に遺跡一角の直径1.3メートル、深さ60センチメートル程度の円形の土坑内部から、大半が幼獣である焼けたイノシシの下顎骨が138個体分出土している。出土した下顎骨は115体が幼獣のもので、多くが非熱していることが指摘される。こうした出土状況から、イノシシ幼獣の下顎を火にくべる宗教的行為が想定され、アイヌのクマ送りの儀礼であるイヨマンテに通じる何らかの狩猟儀礼や農耕儀礼が行われていたとも考えられている。また、縄文時代にイノシシの飼養が行われていた可能性がある事例としても注目されている。
B地区からは縄文後期や平安時代の建物跡も見られるが、中世の遺構が主体となっている。15世紀のものと考えられている49基の地下式坑群や人骨が検出された墓坑、16～17世紀の建物跡が10棟以上、溝状遺構や内堀、水溜と考えられる石組遺構が検出されている。地下式坑は墓所や貯蔵穴、隠れ穴などの説がある。位置的に隣接する旧長坂町域にあたる深草館跡の外郭部遺構と考えられている。出土遺物は土器や陶磁器類、石臼など石製品や金属製品などの日用品、銭貨など。

## 史跡指定
縄文時代の精神文化がうかがえる貴重な遺跡として、発掘調査の行われた翌1983年（昭和58年）に国の史跡に指定された。付近は建物が復元され、公園として整備された。出土遺物は甲府市の山梨県埋蔵文化センターや山梨県立考古博物館などが所蔵している。

## 参考画像

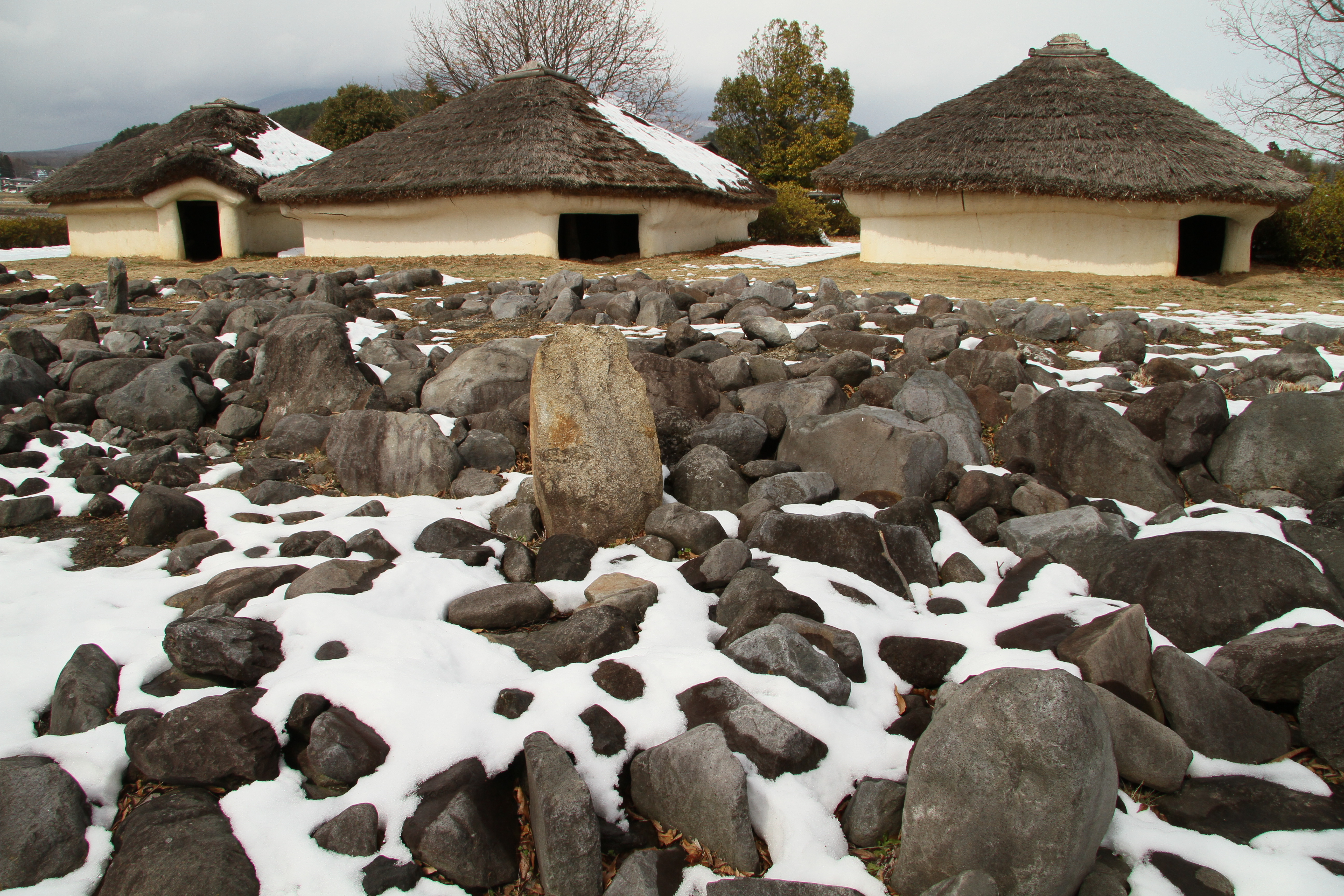
復元建物と配石遺構
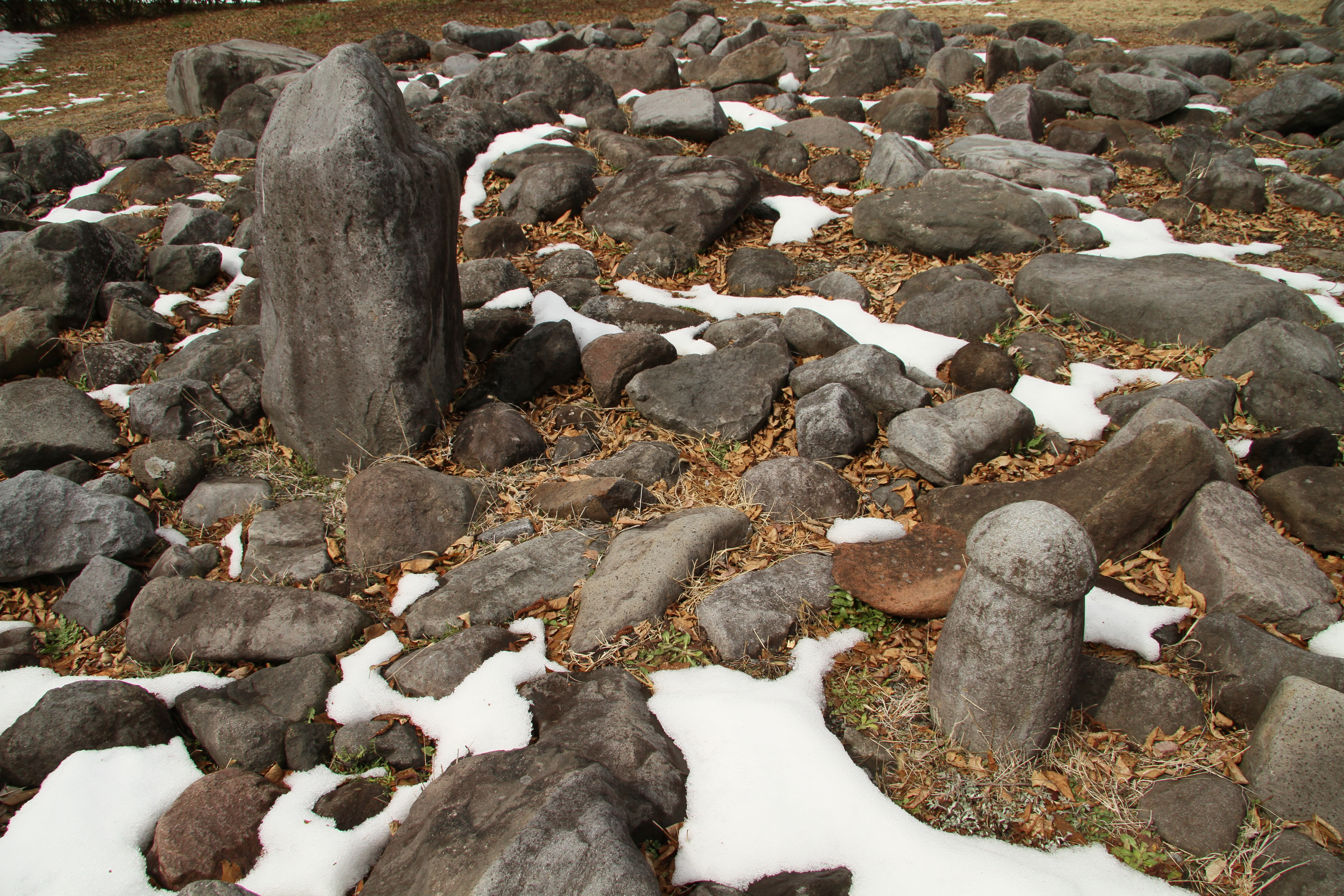
配石遺構